# Amos Burn
Amos Burn (* 31. Dezember 1848 in Kingston upon Hull; † 25. November 1925 in London) war ein englischer Schachspieler, der Ende des 19. Jahrhunderts zu den besten Spielern seines Landes gehörte.
Er lernte Schach mit 16 Jahren und spielte zunächst nur auf lokalen Turnieren, die er fast alle gewann. Trotzdem entschied er sich gegen eine finanziell unsichere Karriere als Berufsspieler und erlernte den Beruf eines Kaufmanns. Durch häufige geschäftliche Auslandsreisen gab es mehrjährige Pausen zwischen seinen Auftritten in der Turnierarena.

## Schach
Im Jahre 1886 hielt er Wettkämpfe gegen Henry Edward Bird (9:9) und George Henry Mackenzie (4:4 bei 2 Remisen) unentschieden. Seinen ersten international beachteten Turniererfolg erzielte er durch seinen mit Isidor Gunsberg geteilten Sieg in London 1887, vor Joseph Henry Blackburne und Johannes Hermann Zukertort. 1889 gewann er das Turnier in Amsterdam vor dem späteren Schachweltmeister Emanuel Lasker und wurde in Breslau Zweiter hinter Siegbert Tarrasch. Sein wohl größter Erfolg war der Sieg beim DSB-Kongress in Köln 1898, bei dem er Rudolf Charousek, Wilhelm Steinitz, Michail Tschigorin und Carl Schlechter hinter sich ließ. Vierter war er beim Meisterturnier des Deutschen Schachbundes (12. DSB-Kongress) 1900 in München, das Harry Nelson Pillsbury und Carl Schlechter gewannen.
Danach nahm seine Spielstärke langsam ab und er konnte keine Turniersiege mehr erringen. Nach dem Turnier in Breslau 1912, bei dem er nur den 12. Platz belegte, beendete er seine internationale Schachkarriere. Er übernahm die regelmäßige Schachkolumne der Zeitung The Field, die er bis zu seinem Tode leitete.
Burn pflegte einen eher defensiven Stil und galt als Anhänger der von Steinitz formulierten Prinzipien des Positionsspiels.
Nach ihm ist eine Variante der Französischen Verteidigung benannt, die nach den Zügen 1. e2–e4 e7–e6 2. d2–d4 d7–d5 3. Sb1–c3 Sg8–f6 4. Lc1–g5 d5xe4 entsteht.
Seine beste historische Elo-Zahl war 2728 im Oktober 1900, seine beste Weltranglistenplatzierung der zweite Platz im September 1876.

## Nachweise
1. ↑  Manfred van Fondern: Lexikon für Schachfreunde. Verlag C. J. Bucher, Luzern/Frankfurt am Main 1980, S. 56.
2. ↑  Das Internationale Turnier Köln 1898 (11. DSB-Kongress) auf TeleSchach (Kreuztabelle und Partien)
3. ↑  Das Internationale Turnier München 1900 (12. DSB-Kongress) auf TeleSchach (Kreuztabelle und sämtliche Partien)